# Flink (supermarkt)
Flink (Duits: vlot), ook wel GoFlink, is een van oorsprong Duitse flitsbezorger die alledaagse boodschappen en producten binnen minuten thuisbezorgt. De boodschappenbezorgdienst opereert vanuit dark stores, ofwel minidistributiecentra van waaruit de boodschappen worden ingepakt en door fietskoeriers worden geleverd aan consumenten. Flink belooft om boodschappen te bezorgen "binnen 10 minuten". In reclamespotjes wordt vaak de slogan Think now, think Flink gebruikt, hoewel er vanuit het bedrijf geen vaste slogan bekend is gemaakt.
Flink is een van de grootste flitsbezorgers binnen Europa. Anno 2021 liet de dienst weten dat zij boodschappen bezorgen bij zo'n 10 miljoen klanten vanuit 140 locaties in meer dan 60 Europese steden. In mei 2022 werd bekendgemaakt dat Flink het Franse Cajoo overneemt. Anno augustus 2022 heeft Flink 61 locaties in Nederland, verdeeld over 38 steden.

## Branche
Flink kan vallen onder detailhandel en supermarkten, maar de dienst vertoont ook aspecten van logistiek, transport, technologie en e-commerce. In tegenstelling tot apps zoals Deliveroo zijn de fietskoeriers (ook wel riders genoemd) meestal in loondienst en zijn er werkplaatsen in de vorm van magazijnen, ook wel hubs genoemd, van waaruit de koeriers wachten op de bestellingen.

## Investeringen
Eind 2021 werd bekendgemaakt dat Flink tijdens investeringsrondes zo'n 750 miljoen dollar had opgehaald voor verdere uitbreiding. Onder de geldschieters bevindt zich onder andere DoorDash, een populaire Amerikaanse app voor de thuisbezorging van maaltijden. De marktwaarde van Flink werd medio 2022 geschat op 4,8 miljard euro.
Hoewel de marktwaardering in de jaren daarna flink was gedaald, werd in september 2024 bekend dat het bedrijf 135 miljoen euro had binnengehaald tijdens een investeringsronde.

## Verdienmodel
Hoewel er ervaren investeerders zijn die vraagtekens zetten bij het verdienmodel van Flink en andere flitsbezorgdiensten, worden zij door supermarkten desondanks gezien als een beduchte concurrent, omdat zij zich sterk onderscheiden met de snelle bezorging. Anno 2022 zijn de bezorgkosten nog laag en breidt Flink uit met het geld van investeerders. In 2021 boekte Flink een omzet van 80 miljoen euro. Het jaar daarop boekte Flink een omzet van 400 miljoen. Flink verwacht aan het einde van 2024 winst te zullen maken.
Na het eindigen van de coronapandemie en het beginnen van de oorlog tussen Rusland en Oekraïne zijn investeerders minder geïnteresseerd in flitsbezorgdiensten. Hoewel concurrent Gorillas na teruglopende bestellingen en gebrek aan investeerdersgeld gedwongen werd om het bedrijf te verkopen aan Getir, lijkt Flink geen soortgelijke problemen te hebben, nu het bedrijf in 2022 voor 400 miljoen euro het Franse Cajoo overnam. Toen in een interview met medeoprichter Oliver Merkel werd gevraagd wat het bedrijf dan anders had gedaan, antwoordde hij slechts dat Flink een "saai" bedrijf is.
Volgens deskundigen is het voor bezorgplatforms over het algemeen lastig om winstgevend te worden, omdat de daadwerkelijke kosten voor de bezorging vaak niet worden doorberekend aan klanten en consumenten: deze daadwerkelijke kosten, die de kosten voor het transport, de magazijnen, de werknemers en de overhead moeten dekken, zouden juist het gebruik van de app te sterk ontmoedigen. Hierdoor zijn ook flitsbezorgers afhankelijk van durfkapitaal en investeringen. Dit stuit op weerstand bij een aantal politieke partijen en vakbonden, die stellen dat het risico bestaat dat de werknemers uiteindelijk schijnzelfstandigen zullen worden om op deze kosten te kunnen besparen, en dat bij het snijden in de kosten de arbeidsomstandigheden voor de fietskoeriers zullen verslechteren.
In 2024 liet Flink weten op EBITDA-niveau winstgevend te zijn op de Nederlandse markt.

## Concurrenten
Flink concurreert in Nederland met het eveneens Berlijnse Gorillas, het Turkse Getir en het Britse Zapp. Ook zij beloven boodschappen te bezorgen binnen 10 minuten. Daarnaast levert ook bezorgdienst Picnic boodschappen aan huis. Hoewel zij een breder bezorggebied hebben, bezorgen zij gewoonlijk binnen enkele dagen en niet dezelfde dag.
In juli 2022 liet Zapp weten op termijn definitief uit Nederland te willen vertrekken. Ook liet Gorillas weten een aantal vestigingen in Nederland te zullen sluiten, en dat zij in Enschede de strijd hadden verloren van Flink. Zowel Getir als Gorillas trokken zich in 2024 terug van de Nederlandse markt.

## Controverse

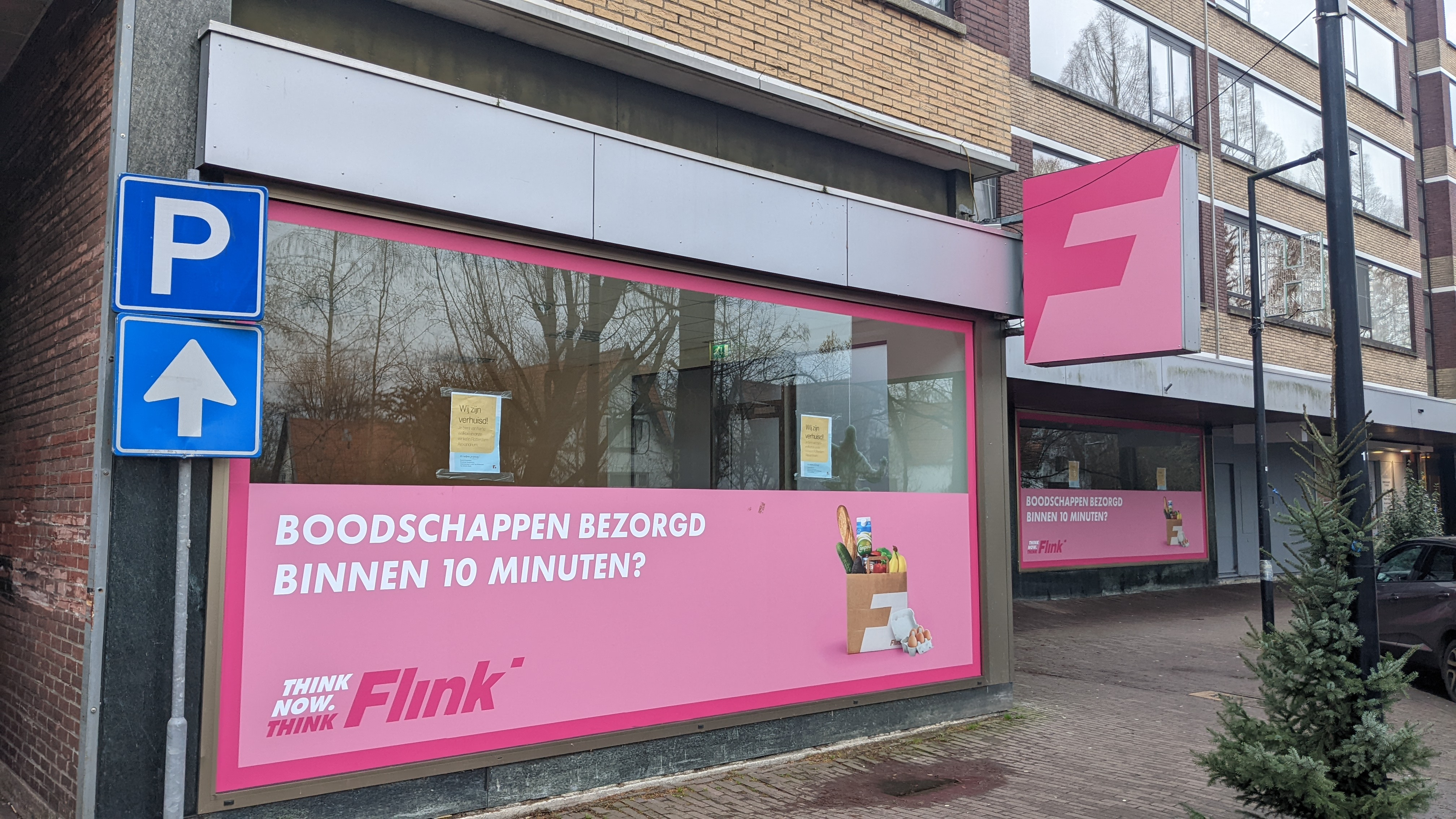
Een dark store van Flink in Rotterdam

## Locaties
Flink heeft zich snel uitgebreid in Nederland en heeft vestigingen in zowel grotere als kleinere steden, waaronder Alkmaar, Almelo, Amsterdam, Ede, Hengelo, Leeuwarden, Rotterdam, Zoetermeer en Tilburg. Klanten kunnen bestellen via een app en via de webwinkel. Ook is het bij bepaalde vestigingen mogelijk om de boodschappen af te halen.